# マルコ・ペレス
マルコ・ホニエル・ペレス・ムリージョ（Marco Jhonnier Pérez Murillo, 1990年9月18日 - ）は、コロンビア・キブド出身のサッカー選手。リオネグロ・アギラス所属。ポジションはFW（センターフォワード）。

## クラブ歴
17歳のときにボヤカ・チコFCでプロキャリアをスタートさせ、2008年にはカテゴリア・プリメーラAで優勝した。2009年にアルゼンチンのヒムナシア・イ・エスグリマ・ラ・プラタにレンタル移籍。2010年にスペインのレアル・サラゴサにレンタル移籍した。
2014年にインデペンディエンテ・メデジンからデポルテス・トリマへ移籍すると、2018年シーズンのアペルトゥーラ制覇に貢献し、クラブの歴代最多得点記録を更新した。
2019-20シーズンより、サウジアラビアのアル・ラーイドFCに移籍。2020年10月18日、クラブとの双方合意に基づき契約を解除した。
フリー期間を経て、2021年1月よりデポルティーボ・カリに加入し母国へ復帰した。

## 代表歴
コロンビア代表として、2009 南米ユース選手権に出場し2ゴールを決めた。

## タイトル
ボヤカ・チコ
- カテゴリア・プリメーラA : 2008アペルトゥーラ

デポルテス・トリマ
- コパ・コロンビア（スペイン語版）: 2014
- カテゴリア・プリメーラA : 2018アペルトゥーラ